# 毛茸茸 (法軍)

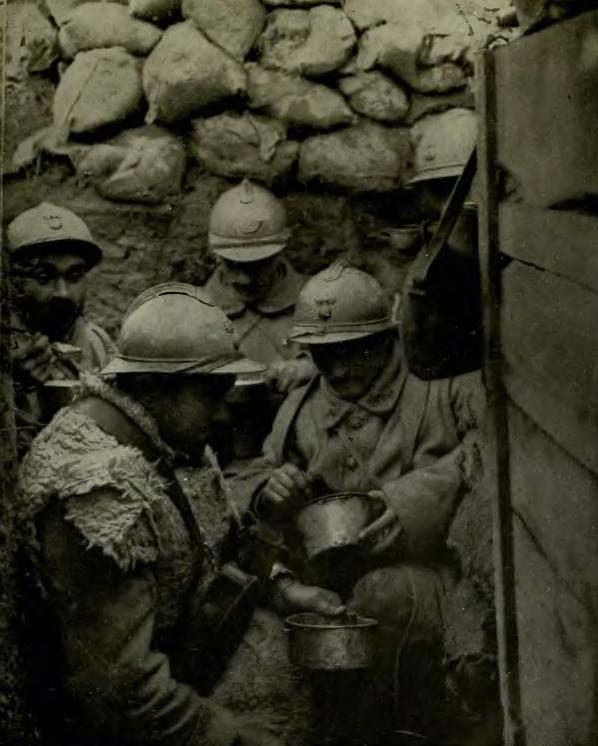
毛茸茸為法軍步兵的暱稱

毛茸茸（法語：Poilu）是人們对18世纪末至20世纪初的法军步兵的称呼。直到第一次世界大戰期间，这个词依旧是对法军步兵的亲昵称呼。这个词背后隐含着步兵们大多出身农村，在入伍前务农为业的意思，战争爆发后，很多法军士兵都蓄起浓密的上唇胡须等其他须髯，以展现男子气概，这也是“毛茸茸”一词的起源之一。毛茸茸们还有一个特征就是他們偏爱部队配给的廉价红酒。
當時的政治宣传機構和有關方面將法軍塑造成蓄须且顽强的士兵。最后一个离世的参加过一战的毛茸茸名为皮埃尔·皮科（Pierre Picault）。但法国官方只承认拉扎爾·蓬蒂切利是最后一位毛茸茸，因为他才是服役经历符合官方严格标准的最后一位一戰法军老兵。2008年3月12日，拉扎尔·蓬蒂切利在法兰西岛大区马恩河谷省的市镇勒勒克雷姆兰-比塞特尔去世，享年110岁。